# 黃祖
黃祖（？—208年），東漢末年荊州牧劉表之宿將，曾為鐵匠，終任江夏郡太守。

## 生平
初平三年（192年），孫堅在袁術命令下征伐劉表控制的荊州，劉表派黃祖領兵抵抗孫堅、在樊城與鄧州之間決戰，黃祖敗退逃入峴山，孫堅乘夜追擊。黃祖部將呂公伏兵於竹林間，以落石擊中孫堅頭部，孫堅腦漿逆流身亡，享年三十七歲，遺體也落入劉表手中。長沙人桓階因為曾被孫堅推舉為孝廉，為報此恩，他大膽前往劉表處與其斡旋。劉表欣賞其義行，於是答允其要求，把孫堅的遺體送還給孫家。孫堅侄子孫賁（孫堅之兄孫羌之子）統率孫堅部眾投靠袁術，由此袁術上奏孫賁為豫州刺史。
建安三年（198年）曹操把侮辱曹魏君臣一輪的禰衡送給劉表，禰衡到了荊州依然故我、侮慢劉表，劉表知道江夏太守黄祖性急且是武人出身，不怕得罪文人，於是又把禰衡送給黃祖，禰衡與黃祖之子黃射相善，黃祖亦善待禰衡，但禰衡仍多番嘲訕黃祖，受不了的黃祖一怒之下拔劍斬殺禰衡。
建安四年十二月辛亥（200年1月11日），孫策進軍至沙羨，劉表派侄子劉虎和南陽人韓晞帶領長矛隊五千人趕來支援黃祖。孫策帶領孫權、周瑜、呂蒙、程普、韓當、黃蓋等將領同時並進，與仇敵黃祖在沙羨一帶展開大戰，黃祖幾乎全軍覆沒，韓唏戰死，黃祖妻儿被俘，隻身逃走，士卒溺死者達萬人，孫策繳獲戰船六千艘。孫策在給朝廷的奏摺中說：「臣身跨馬陣，手擊急鼓，以齊戰勢。吏士奮激，踴躍百倍。心精意果，各競用命。越渡重塹，迅疾若飛。火飛上風，兵激煙下，弓弩齊發，流矢雨集。可謂驚心動魄」。可見戰況之激烈。曹操在收到戰報後感嘆：「猘兒難與爭鋒也」。
建安八年（203年），孫權統軍討伐黃祖，校尉凌操隨征江夏斬殺黃祖的先鋒。黃祖敗走，凌操輕舟獨進。領兵在後的黃祖部將甘寧射殺了凌操。黃祖因而脫險。
建安十一年（206年），江夏太守黃祖遣將鄧龍數千兵將入柴桑，都督周瑜反擊，生擒鄧龍送吳。期间曹操也派张辽夺取了江夏的一些县。

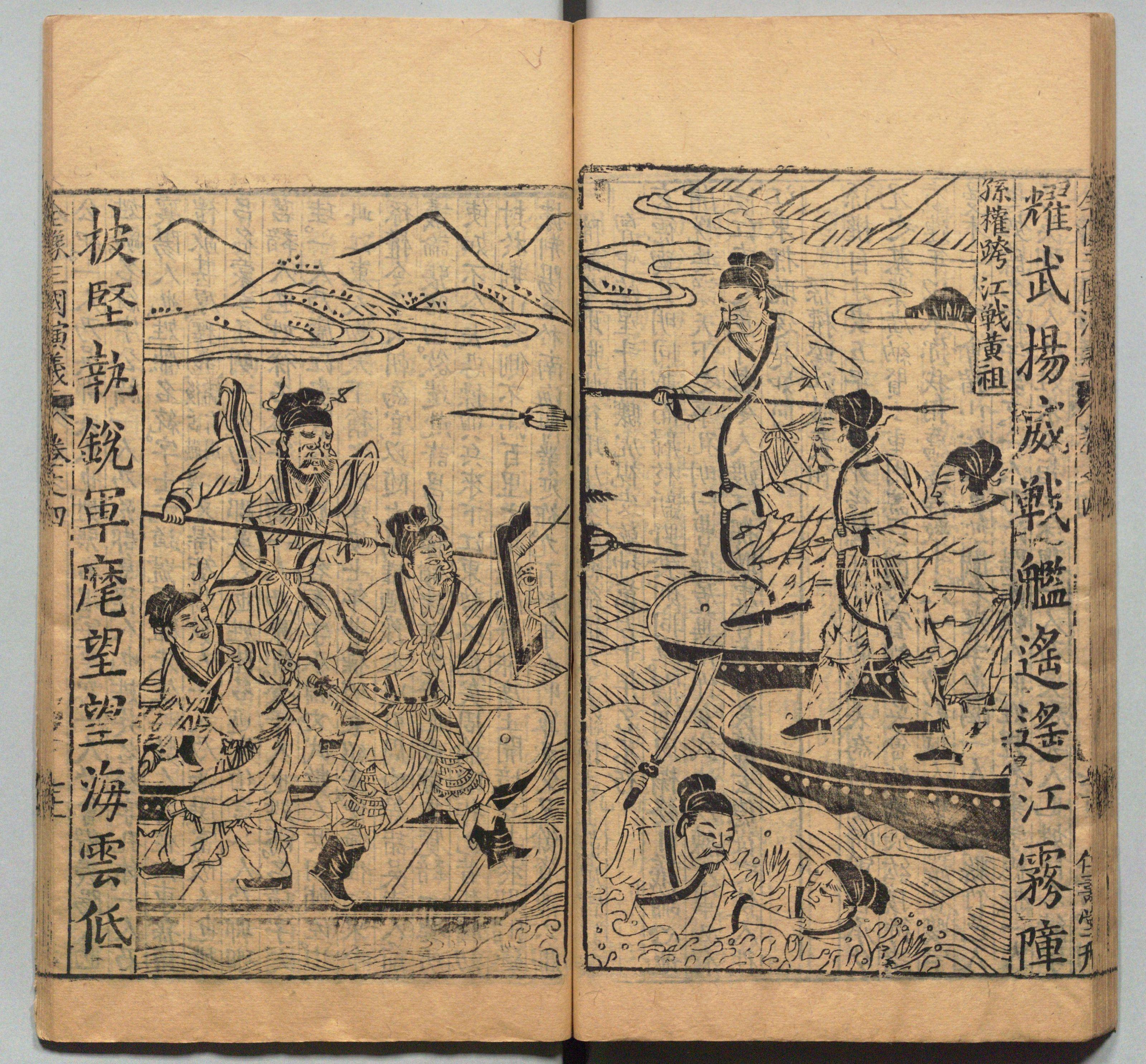
周曰校插图版《三国志通俗演义》中的孙权进军黃祖

建安十二年（207年），投靠了孫權的甘寧說：「今漢已經日漸衰微，曹操為滿足自己的心，終於成了篡漢的盜賊。南荊之地，山陵地勢有利，江川流通，國的西邊的確是這樣的形勢。我已看透劉表，考慮的不夠長遠，兒子也是無能的人，不是能夠承傳基業之才。主公應當盡早規劃，不能落入曹操手上。進圖之計，先取黃祖為佳。黃祖如今年老，老邁衰退嚴重，錢財糧谷都已經缺乏，左右矇騙他，事出於錢財私利，侵要吏士的錢財，吏士心裏都憤怒。舟船戰具，廢棄也不修理，耕農懶惰，軍隊沒有法紀。如果主公現在去攻打，必定能大敗。一旦打敗黃祖軍，擊鼓行軍至西，西據楚關，大局趨勢擴張，這樣就可以逐漸進取巴蜀。」孫權贊同並採納。張昭當時就在席上坐，難言道：「吳國如今危懼，如果行軍攻打，必然招致恐慌。」甘寧回答道：「國家將蕭何的重任交給君你，君留置守護卻擔心憂亂，那為什麼還要仰慕古人？」孫權對舉起酒杯附於甘寧說：「興霸，今年行軍討伐，就如這杯酒，決意託付給卿你。卿盡量提出方略，如能夠破黃祖，則是卿的功勞，不要因為張長史（張昭）之言而放棄。」吳範說：「今茲少利，不如明年，明年戊子，荊州劉表亦身死國亡。」孫權最後還是出兵，不能攻克。孙权表兄徐琨亦在对黄祖作战时中流矢而死。
建安十三年（208年），孫權於是再次發兵進攻夏口（今湖北武漢境），周瑜為前部大督。呂蒙隨軍出征。吳範到尋陽時，視察環境，要求軍隊立刻加速行軍，黃祖下令用兩首艨艟戰艦封鎖沔口（漢水入長江口），用大繩繫著巨石為錐以固定艦隻，在兩面大石上聚集數千人，艦上更有千餘人用弓弩射向孫權軍，弓弩亂發，箭如雨下，封鎖孫軍的前進路線，孫軍不能向前。偏將軍董襲與司馬凌統各率百人死士為前部，眾人被著兩鎧，乘着大舸船衝入蒙沖裡，董襲持刀斷開兩首蒙沖之間的聯結，凌統與數十名英勇善戰的兵士共乘一船，斬殺黃祖將領張碩，黃祖見孫權兵來，急派水軍都督陳就率兵反擊，呂蒙統率前鋒部隊，身先戰陣，親自斬殺陳就。擄獲其船隻、士兵。返回到孫權大軍，並引領自軍兼程趕路，水路兩路齊進。凌統先攻下城池，黃祖隻身逃竄，被孫權軍中的騎兵馮則所斬殺。此戰孫權大獲全勝，一舉殲滅宿敵黃祖，俘獲其男女數萬，而孫權軍已進駐樊口，佔據江夏大部分地區。

## 後世觀點
考量黃祖出任江夏太守之郡域，是江夏黃氏郡望與東漢名臣黃香出身地，聯係猜想黃祖出身與江夏黃氏有關，但缺乏可靠史料佐證猜想。
但甚得劉表信任倚重，在對抗江東孫家作戰儘管常有失利情事，仍將荊州東邊軍務委派於他，被認為相對於主張擁護劉琮及傾曹操路線政策的蔡瑁、蒯越為首的士族派系，是少數主張擁護長子劉琦且尚能與傾曹派士族抗衡的人物。

## 子女
- 黃射，黃祖長子，為章陵太守，與禰衡交好[3]。黃射曾經率幾千人進攻柴桑，徐盛以不到二百人的部下抵抗，殺傷黃射的部隊千餘人。其後開門主動出戰，大敗黃射，黃射於是不敢再次入侵。

## 部下
- 呂公，孫堅攻打劉表時，據傳呂公率兵以滾木雷石擊打孫堅軍，孫堅被石頭擊中、腦髓出來，當場死亡。
- 陳就，都督陳就以水軍出戰。呂蒙為前鋒，親自斬殺陳就。
- 蘇飛，任江夏都督。與甘寧為好友，助甘寧逃離黃祖勢力。後孫權打算將蘇飛處斬，甘寧以性命擔保救回蘇飛。
- 甘寧，曾出仕於劉表和黃祖麾下，但不被重用，後轉投孫權麾下。
- 張碩，吳將凌統與數十名英勇善戰的兵士共乘一船，斬殺黃祖將領張碩。
- 鄧龍，與吳將周瑜在柴桑交手，後兵敗被吳軍擒獲。

## 動漫
- 《火鳳燎原》（陳某）:曾在沙羡和孫策交戰失敗而回，家少為孫策所俘，荆州軍中為劉琦之支持者，後在凌統猛攻及甘寧私開左寨門下而死，臨死前竭力扶助劉琦。

## 評價
- 孫策：雖（劉）表未禽，祖宿狡猾，為表腹心，出作爪牙，表之鴟張，以祖氣息，而祖家屬部曲，掃地無余，表孤特之虜，成鬼行尸。（《三國志·孫策傳》裴注引《吳錄》）
- 甘宁陈计曰：“祖今年老，昏耄已甚，财谷并乏，左右欺弄，务于货利，侵求吏士，吏士心怨，舟船战具，顿废不修，怠于耕农，军无法伍。至尊今往，其破可必。”（《三国志吴书甘宁传》）

受到《三國演義》影響，過去一般黃祖在民間形象非常差，將他形容成膽小無謀之將。而現今隨著現代人比較常考究正史《三國志》的影響下，近代黃祖被認為是忠於劉表的忠義之士，證據就在於十幾年之間黃祖力抗孫氏一族不曾退縮倒戈，事實上黃祖個性相當有毅力，儘管屢戰屢敗也依舊鎮守江夏。雖然同為荊州世家，但相比蒯蔡兩家一心想投曹，黃祖更希望劉表長子劉琦繼位繼承荊州牧之位，但是赤壁之前黃祖早已戰敗身死，荊州劉氏也隨後滅亡。

## 外部連結
- 《三國志·吳書一·孫破虜討逆傳》（簡體字） （页面存档备份，存于）  孫堅 · 孫策
- 《三國志·吳書二·吳主傳》（簡體字） （页面存档备份，存于） 孫權
- 《三國志·吳書十·程黃韓蔣周陳董甘凌徐潘丁傳》（簡體字） （页面存档备份，存于）
- 《後漢書·卷八十下·文苑列傳第七十下》（簡體字） （页面存档备份，存于）

- 《後漢書 孝獻帝紀》
- 《後漢書 列傳　袁紹劉表列傳第六十四下》
- 《後漢書 列傳　文苑列傳第七十下 禰衡》
- 《三國志·魏志十　荀彧傳》
- 《三國志·蜀志五　諸葛亮傳》
- 《三國志·吳志四 太史慈傳》
- 《三國志 吳書　宗室傳第六 孫賁》
- 《三國志·吳志九 周瑜傳》
- 《三國志 吳書　程黃韓蔣周陳董甘淩徐潘丁傳第十 徐盛》
- 《三國志·吳志十二 虞翻傳》
- 《三國志·吳志十八 吳範傳》

1. ↑  《太平御览·卷八百三十三》引《禰衡别传》載禰衡罵黃祖為“死锻锡公！”（锻、錫皆為金屬）
2. ↑  《資治通鑑·漢紀五十五》
3. ↑  《後漢書·禰衡傳》